# ضوء النهار (رواية)
ضوء النهار  (بالإنجليزية: The Light of Day)‏ هي رواية للكاتب الإنجليزي غراهام سويفت، نشرت عام 2003، عن دار نشر هاميش هاملتون.

## الحبكة
وٌضع هذا الكتاب عام 1997 في ويمبلدون، يستعد الراوي جورج لزيارة قبر بوب ناش في مقبرة بوتني فال في ذكرى مرور عامين على وفاته، ومن ثم زيارة سارة التي أدينت بقتله والتي وقع جورج في حبها. يروي جورج عن ضلوعه في الجريمة، إذ عيّنته سارة كمحقق خاص للتأكد من أن علاقة بوب مع كريستينا، اللاجئة الكرواتية، قد انتهت.